# Золоті Ворота (скеля)
Золоті́ Воро́та, Алти́н-Капи́ (крим. Altın Qapı) — прибережна скеля аркової форми в Чорному морі. Належить до вулканічного масиву Кара-Даг (Кримські гори). Розташована за 85 метрів від узбережжя.
Свою назву скеля отримала через те, що при певному куті падіння променів вона дійсно здається золотою. Колір їй надають жовті лишайники, що покривають усю скелю. При загальній висоті близько 50 метрів вона має 15-метрову арку.

## Міфологія
Раніше скелю називали Шейтан-Капу (крим. Şeytan Qapu — «чортові ворота»). Уважалося, що десь там, серед скель, був вхід до пекла.
Прохід крізь арку Золотих воріт на невеликому катері обіцяє виконання найсокровеннішого бажання. Дно біля скелі всіяне монетами, які охоче кидають туристи. Зараз прохід катерам крізь арку заборонений, оскільки на ній виявлені тріщини.

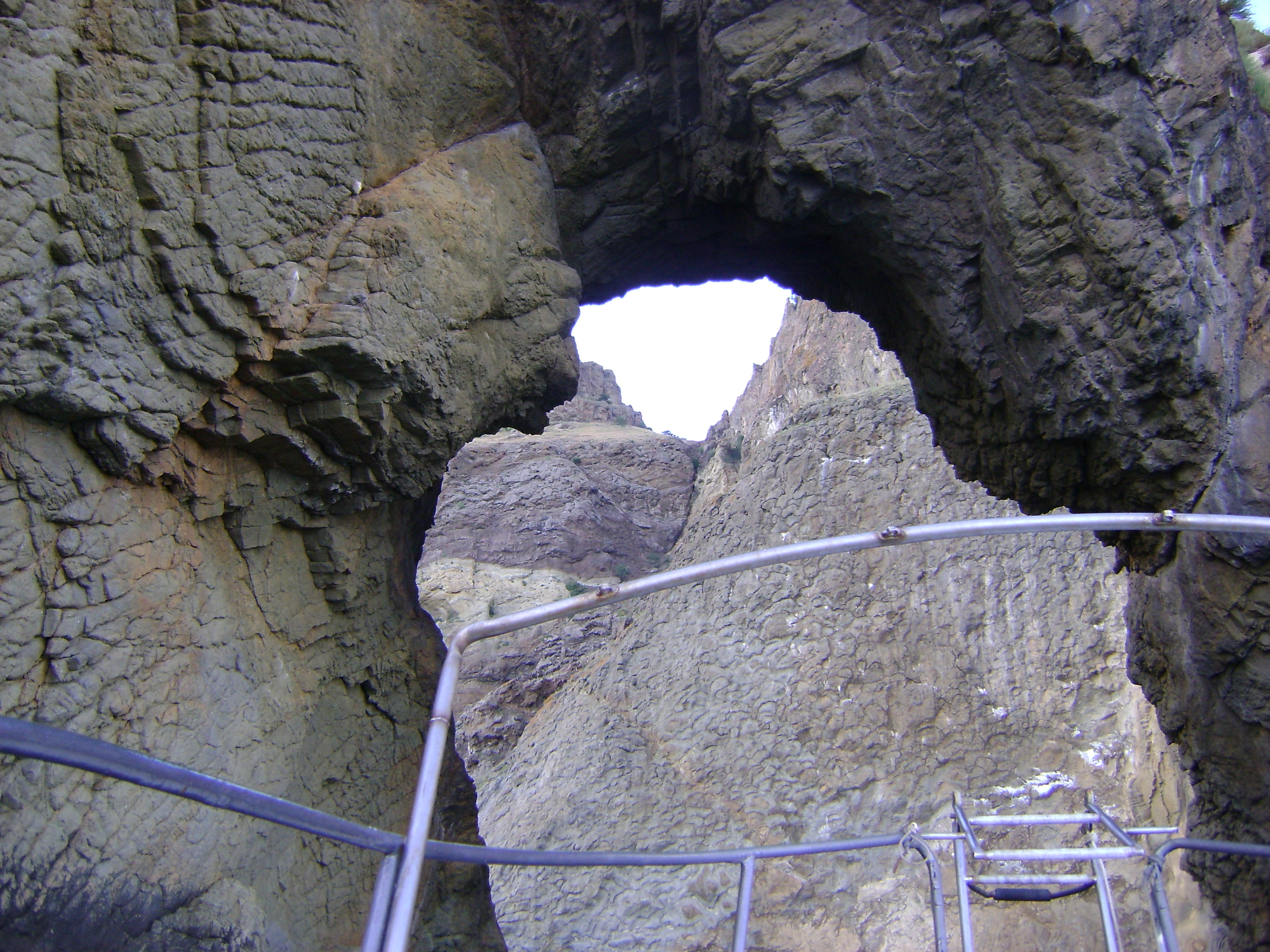
Золоті Ворота. Вид з катера
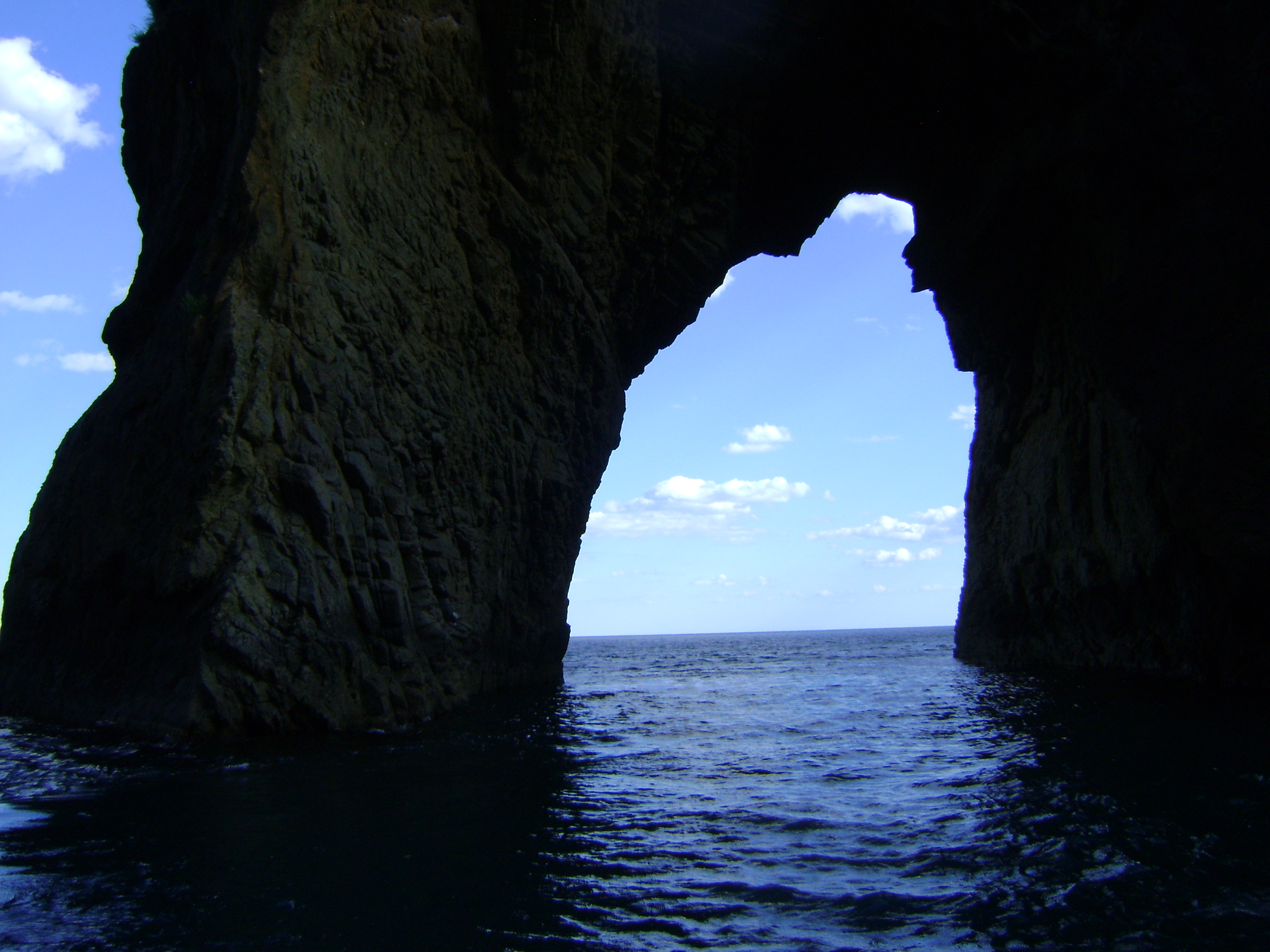
Арка Золотих Воріт
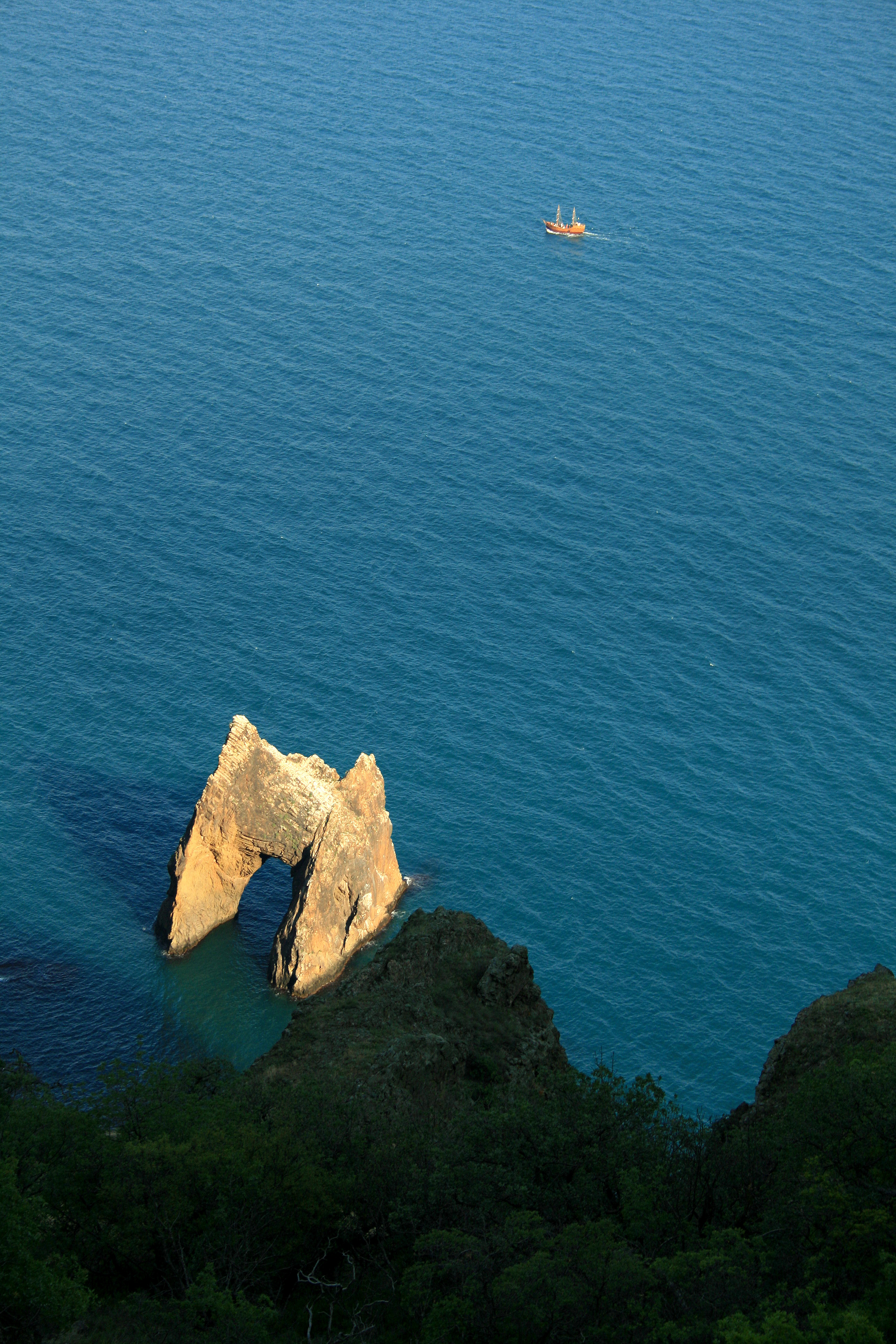
Золоті Ворота з гір Карадагу
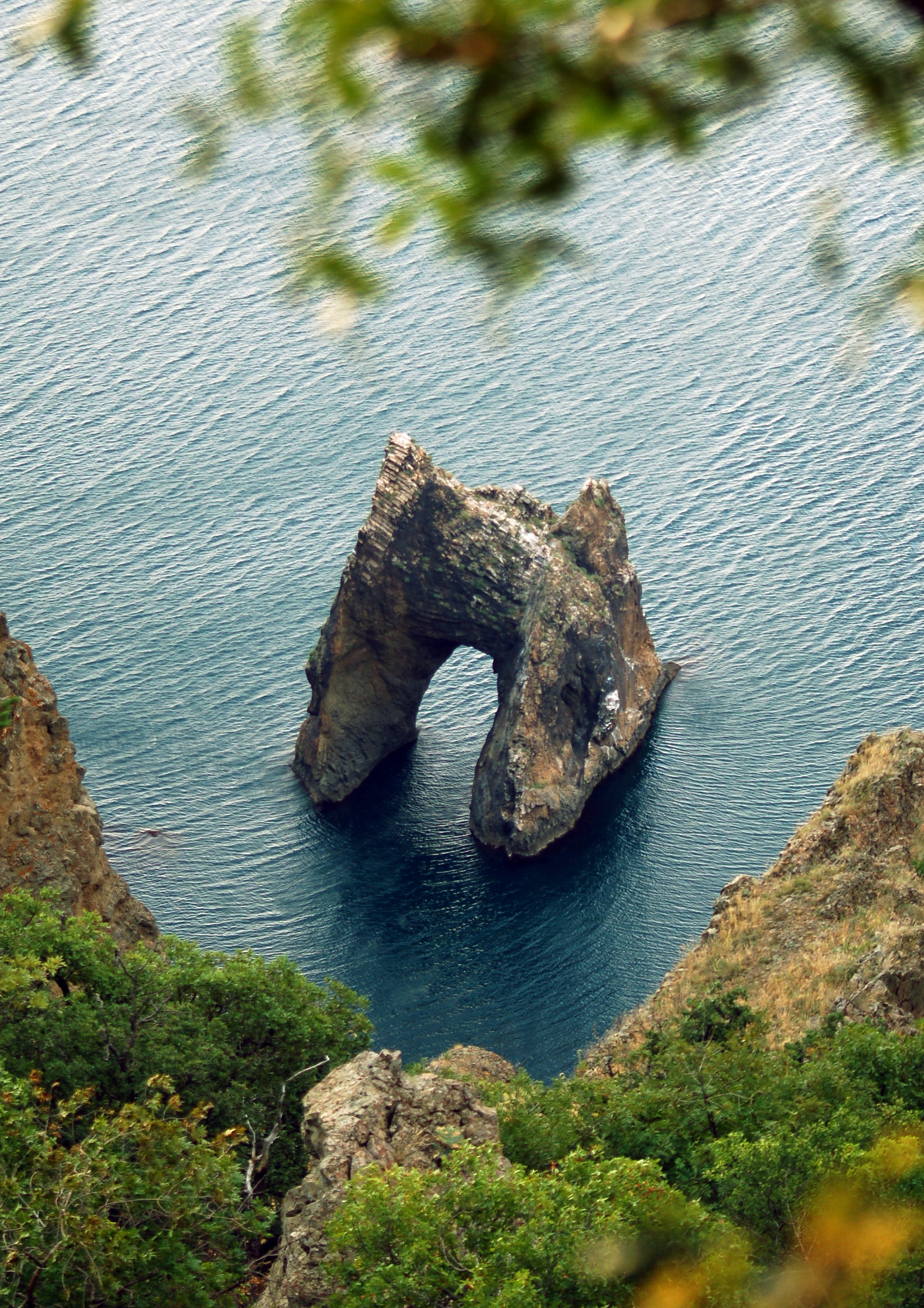
Золоті Ворота з гір Карадагу
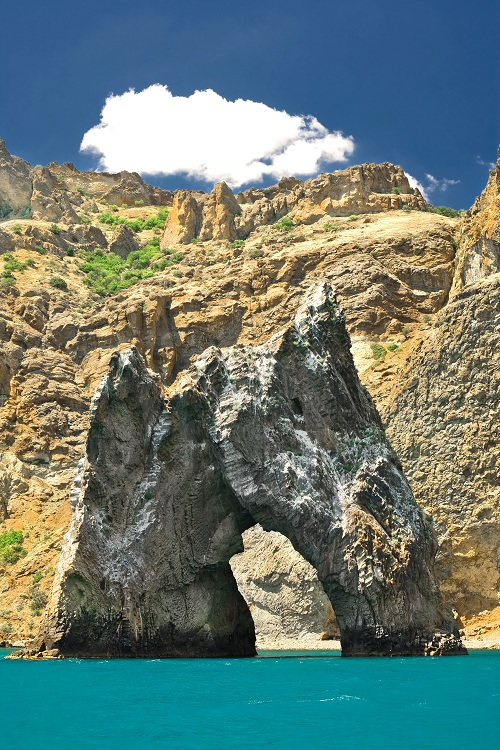
Вид з моря
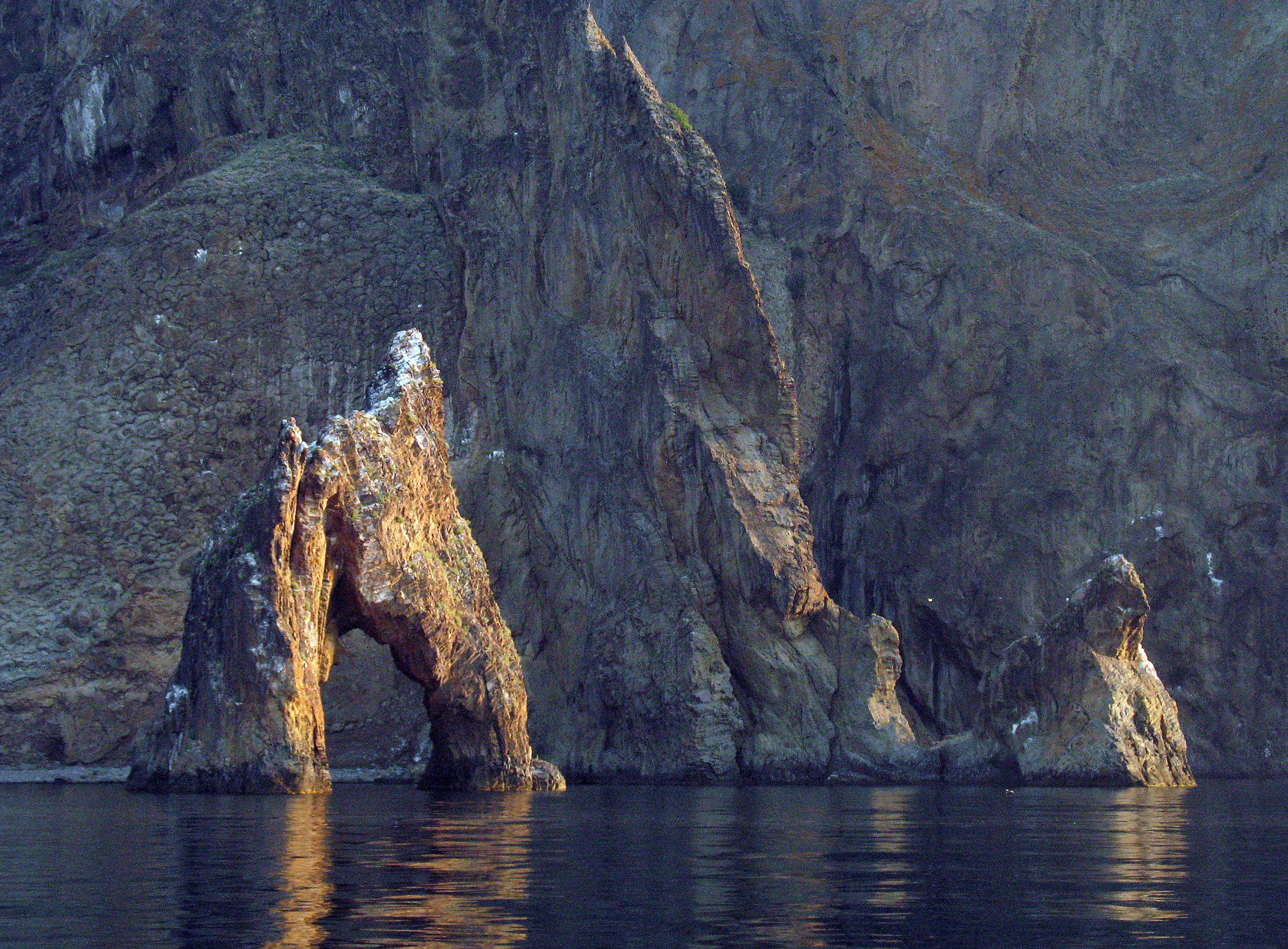
Вид з моря